# راوول كودرون
راوول كودرون (بالفرنسية: Raoul Caudron) (7 ديسمبر 1883 في باريس – 1 يونيو 1958 في سانت إتيان) مدرب كرة قدم فرنسي راحل .
في سنة 1930 قاد منتخب فرنسا في أول بطولة كأس عالم . كان من الممكن أن لا يشارك كودرون في هذه المنافسات لأن المدرب الأساسي غاستون بارو أضطر للبقاء في فرنسا بسبب عدم السماح له بأخذ إجازة مدفوعة الراتب من جهة عمله .